# Soalala (district)
Soalala is een district van Madagaskar in de regio Boeny. Het district telt 45.479 inwoners (2011) en heeft een oppervlakte van 6.578 km², verdeeld over 3 gemeentes. De hoofdplaats is Soalala.
Het district leeft vooral van de visserij en het telt een ziekenhuis en basisonderwijs, maar geen secundair onderwijs.